# Мотта, Кассиу
Кассиу Мотта (порт. Cassio Motta; р. 22 февраля 1960, Сан-Паулу) — бразильский профессиональный теннисист, специализировавшийся на игре в парах.
- Финалист Открытого чемпионата Франции 1982 года в смешанном парном разряде
- Бывшая четвёртая ракетка мира в парном разряде

## Спортивная карьера

### 1978-1982
Кассиу Мотта провёл свой первый матч в профессиональном турнире в 1978 году, проиграв в первом круге турнира пар на Уимблдоне. Осенью он уже был включён в состав сборной Бразилии в Кубке Дэвиса и принёс команде очки в матчах с Уругваем и Колумбией, однако уступил во всех трёх своих играх в матче с ведомыми Хосе Луисом Клерком аргентинцами. Со следующего года он выступал регулярно, выиграв в августе турнир класса Challenger в Рибейру-Прету (Бразилия), а в сентябре с соотечественником Карлусом Кирмайром — Гран-при Мадрида. По дороге к титулу бразильцы обыграли три посеянных пары, в том числе посеянных первыми австралийцев Макнамару и Макнами. Через две недели они вышли в финал в Барселоне после победы над посеянными вторыми Хайнцем Гюнтхардтом и Бобом Хьюиттом.
В следующие два года Мотта не добивался значительных успехов в турнирах Гран-при, выступая в основном в «челленджерах». Исключение составил турнир Гран-при в Брюсселе в 1981 году, где они с Кирмайром вышли в свой третий финал. На уровне «челленджеров» Мотта завоевал несколько титулов в парах, но в одиночном разряде впервые вышел в финал только в 1982 году — сначала в Сан-Паулу, а затем в Порту-Алегри. В паре с Кирмайром за этот год он три раза играл в финалах турниров Гран-при, выиграв два из них, а в Открытом чемпионате Франции дошёл до полуфинала в паре с британцем Фивером. На этом же турнире он вышел в финал в смешанном парном разряде с соотечественницей Клаудией Монтейро. Бразильская пара переиграла по пути в финал соперников, посеянных под вторым и четвёртым номерами, но в финале не смогла противостоять посеянным первыми Венди Тёрнбулл и Джону Ллойду.

### 1983-87
За 1983 год Мотта шесть раз добирался до финала в турнирах Гран-при в парном разряде и трижды одерживал победы — весной в Лиссабоне с Кирмайром, а летом в турнирах на территории США дважды с американцем Марком Диксоном. С Кирмайром он также побывал в полуфинале Открытого чемпионата Италии и четвертьфинале Открытого чемпионата Франции и в итоге подошёл к сентябрю в ранге четвёртой ракетки мира в парном разряде. В конце года они с Кирмайром приняли участие в турнире Мастерс — итоговом турнире тура Гран-при, — но выбыли из состязания уже после первой игры. В конце сезона Мотта добился и лучшего результата в одиночном разряде, став полуфиналистом турнира Гран-при в Йоханнесбурге. Он также сыграл важную роль в выходе бразильцев в финал Южноамериканской зоны Кубка Дэвиса, одержав пять побед в пяти играх с соперниками из Перу, Колумбии и Уругвая, но в финале зоны бразильцы снова уступили — теперь сборной Эквадора во главе с Андресом Гомесом.
В 1984 году успехи Мотты в парах были более скромными: он лишь раз дошёл до финала и ближе к концу года едва не вылетел за пределы первой сотни в рейтинге. Закрепиться в числе ста сильнейших ему позволил выход в четвертьфинал Открытого чемпионата США, где его партнёром был хозяин корта Майк Бауэр. Напротив, в одиночном разряде он побывал в третьем круге и Открытого чемпионата Франции, и Уимблдонского турнира и к середине лета находился на ближайших подступах к Top-50 в рейтинге. Со сборной он, как и год назад, дошёл до финала Южноамериканской зоны, но теперь бразильцам помешали выйти в Мировую группу чилийцы.
В 1985 году Мотта дважды побывал в финалах турниров Гран-при в парном разряде, победив в Марбелье (Испания) в паре с Андресом Гомесом. Он также выиграл «челленджер» в Сан-Паулу в паре с Кирмайром и в третий раз подряд вывел сборную Бразилии в финал Южноамериканской зоны, снова ставший для его команды камнем преткновения — на сей раз в матче с мексиканцами. На следующий год он достиг высшей для себя 48-й позиции в рейтинге игроков в одиночном разряде, выиграв за год два «челленджера», при этом оба раза в финалах ему противостоял партнёр по парному разряду — Карлус Кирмайр. Две победы в «челленджерах» были на счету Мотты и в парном разряде, но впервые с 1982 года он ни разу не пробился в финал турниров Гран-при; закономерным итогом стал вылет в конце года из числа ста сильнейших игроков в парном разряде.
В январе 1987 года в Гуаруже (Бразилия) Мотта вышел в единственный за карьеру финал турнира Гран-при в одиночном разряде, проиграв в итоге ещё одному бразильцу Луису Маттару, находившемуся в рейтинге, как и все остальные соперники на протяжении турнира, намного ниже самого Мотты, посеянного под первым номером. Реабилитировался он в парном разряде, где победил вместе с Маттаром. Дальнейший сезон, однако, у него не сложился, так что к концу года Мотта оказался за пределами первой сотни в рейтинге и в одиночном, и в парном разряде. Тем не менее в этом сезоне на его счету был ещё один несомненный успех: ему удалось наконец выиграть со сборной Юахноамериканскую зону и выйти в Мировую группу Кубка Дэвиса.

### 1988-1994
В 1988 году Мотта не сумел подняться выше полуфинала в турнирах Гран-при (этот результат ему удалось показать в одиночном разряде в Сан-Паулу, а в парном — в Роттердаме и Женеве. Со сборной он проиграл в первом же матче Мировой группы команде ФРГ, а в стыковом матче — испанцам. Полоса неудач была прервана в 1989 году: в мае Мотта дошёл до четвертьфинала Открытого чемпионата Франции, где его партнёром был американец Блейн Уилленборг, а в июле они с Тоддом Уитскеном выиграли турнир Гран-при в Гштаде. В итоге год Мотта закончил на 52-м месте в рейтинге. На следующий год ему удалось развить успех, и хотя он не завоевал ни одного титула, ему дважды удалось выйти в финал — в том числе в турнире в Майами, относящемся к высшей категории нового тура АТР. В 1991 году на счету Мотты были три финала, в том числе в турнире высшей категории в Гамбурге. Накануне этого турнира, в Мадриде, где 12 лет назад он завоевал свой первый титул Гран-при, Мотта довёл их число до десяти, победив по ходу в паре с Густаво Лусой вторую пару мира — хозяев корта Серхио Касаля и Эмилио Санчеса. Последних крупных успехов он добился в 1992 году: вначале он во второй раз за карьеру вышел в полуфинал Открытого чемпионата Франции в мужских парах, победив с Пабло Альбано посеянных первыми Джона Фицджеральда и Андерса Яррида, а затем после побед над сборными Германии и Италии дошёл с бразильской командой до полуфинала Мировой группы Кубка Дэвиса.
Мотта играл за сборную и в следующем году, а на индивидуальном уровне продолжал выступать до конца 1994 года, постепенно снижая активность и сосредоточившись в последний год на «челленджерах», проходивших у него на родине. В последний раз он участвовал в таком турнире в октябре 1994 года.

## Участие в финалах турниров Большого шлема за карьеру (1)

### Смешанный парный разряд (1)
Поражение (1)
| Результат | Год  | Турнир                     | Партнёр          | Соперники в финале        | Счёт в финале |
| --------- | ---- | -------------------------- | ---------------- | ------------------------- | ------------- |
| Поражение | 1982 | Открытый чемпионат Франции | Клаудия Монтейро | Венди Тёрнбулл Джон Ллойд | 2-6, 6-78     |

## Участие в финалах турниров Гран-при и АТР за карьеру (24)

### Одиночный разряд (1)
| Результат | Дата        | Турнир            | Покрытие | Соперник в финале | Счёт в финале |
| --------- | ----------- | ----------------- | -------- | ----------------- | ------------- |
| Поражение | 26 янв 1987 | Гуаружа, Бразилия | Хард     | Луис Маттар       | 3-6, 7-5, 2-6 |

### Парный разряд (23)

#### Победы (10)
| №   | Дата        | Турнир               | Покрытие | Партнёр        | Соперники в финале             | Счёт в финале |
| --- | ----------- | -------------------- | -------- | -------------- | ------------------------------ | ------------- |
| 1.  | 24 сен 1979 | Мадрид, Испания      | Грунт    | Карлус Кирмайр | Робин Драйсдейл Джон Фивер     | 7-6, 6-4      |
| 2.  | 7 июн 1982  | Венеция, Италия      | Грунт    | Карлус Кирмайр | Хосе Луис Клерк Илие Настасе   | 6-4, 6-2      |
| 3.  | 15 ноя 1982 | Сан-Паулу, Бразилия  | Грунт    | Карлус Кирмайр | Питер Макнамара Ферди Тайган   | 6-3, 6-1      |
| 4.  | 4 апр 1983  | Лиссабон, Португалия | Грунт    | Карлус Кирмайр | Павел Сложил Ферди Тайган      | 7-5, 6-4      |
| 5.  | 11 июл 1983 | Бостон, США          | Грунт    | Марк Диксон    | Ганс Гильдемайстер Белус Пражу | 7-5, 6-3      |
| 6.  | 18 июл 1983 | Вашингтон, США       | Грунт    | Марк Диксон    | Пол Макнами Ферди Тайган       | 6-2, 1-6, 6-4 |
| 7.  | 22 апр 1985 | Марбелья, Испания    | Грунт    | Андрес Гомес   | Лоис Курто Михил Схаперс       | 6-1, 6-1      |
| 8.  | 26 янв 1987 | Гуаружа, Бразилия    | Хард     | Луис Маттар    | Торе Майнеке Мартин Хипп       | 7-6, 6-1      |
| 9.  | 10 июл 1989 | Гштад, Швейцария     | Грунт    | Тодд Уитскен   | Петр Корда Милан Шрейбер       | 6-4, 6-3      |
| 10. | 29 апр 1991 | Мадрид (2)           | Грунт    | Густаво Луса   | Луис Маттар Жайми Онсинс       | 6-0, 7-5      |

#### Поражения (13)
| №   | Дата        | Турнир                        | Покрытие | Партнёр          | Соперники в финале               | Счёт в финале |
| --- | ----------- | ----------------------------- | -------- | ---------------- | -------------------------------- | ------------- |
| 1.  | 8 окт 1979  | Барселона, Испания            | Грунт    | Карлус Кирмайр   | Паоло Бертолуччи Адриано Панатта | 4-6, 3-6      |
| 2.  | 8 июн 1981  | Брюссель, Бельгия             | Грунт    | Карлус Кирмайр   | Андрес Гомес Рикардо Кано        | 2-6, 2-6      |
| 3.  | 18 янв 1982 | Гуаружа, Бразилия             | Грунт    | Карлус Кирмайр   | Фил Дент Ким Уорик               | 7-6, 2-6, 3-6 |
| 4.  | 4 окт 1982  | Барселона (2)                 | Грунт    | Карлус Кирмайр   | Ханс Симонссон Андерс Яррид      | 3-6, 2-6      |
| 5.  | 1 авг 1983  | Индианаполис, США             | Грунт    | Карлус Кирмайр   | Шервуд Стюарт Марк Эдмондсон     | 3-6, 2-6      |
| 6.  | 15 авг 1983 | Цинциннати, США               | Хард     | Карлус Кирмайр   | Виктор Амайя Тим Галликсон       | 4-6, 3-6      |
| 7.  | 17 окт 1983 | Вена, Австрия                 | Хард (i) | Маркус Осевар    | Мел Пёрселл Стэн Смит            | 3-6, 4-6      |
| 8.  | 30 июл 1984 | Норт-Конвей, Нью-Гэмпшир, США | Грунт    | Блейн Уилленборг | Брайан Готтфрид Томаш Шмид       | 4-6, 2-6      |
| 9.  | 16 сен 1985 | Женева, Швейцария             | Грунт    | Карлус Кирмайр   | Серхио Касаль Эмилио Санчес      | 4-6, 6-4, 5-7 |
| 10. | 5 фев 1990  | Гуаружа (2)                   | Хард     | Луис Маттар      | Густаво Луса Хавьер Франа        | 6-7, 6-7      |
| 11. | 16 мар 1990 | Майами, США                   | Хард     | Борис Беккер     | Рик Лич Джим Пью                 | 4-6, 6-3, 3-6 |
| 12. | 6 мая 1991  | Гамбург, Германия             | Грунт    | Дани Виссер      | Серхио Касаль Эмилио Санчес      | 6-4, 3-6, 2-6 |
| 13. | 4 ноя 1991  | Сан-Паулу, Бразилия           | Хард     | Хорхе Лосано     | Андрес Гомес Жайми Онсинс        | 5-7, 4-6      |